# Glen Davis
Ronald Glen Davis (Baton Rouge, Luisiana, 1 de enero de 1986) es un exjugador de baloncesto estadounidense que disputó ocho temporadas en la NBA, y tras tres alejado de la alta competición, en 2018 firmó contrato con el St. John's Edge de la NBL Canadá. Con 2,06 metros de estatura, jugaba en la posición de ala-pívot.

## Trayectoria deportiva

### Universidad
Jugó durante 3 años con los Tigers de la Universidad Estatal de Luisiana. En el año 2006 llevó a su equipo a la Final Four de la NCAA por vez primera desde 1986, cayendo ante UCLA en semifinales. Ese año fue elegido por los entrenadores de la Southeastern Conference como Mejor jugador del año de su conferencia. Promedió a lo largo de su carrera universitaria 17,7 puntos, 10,4 rebotes y 2,3 asistencias.

### Profesional
NBA

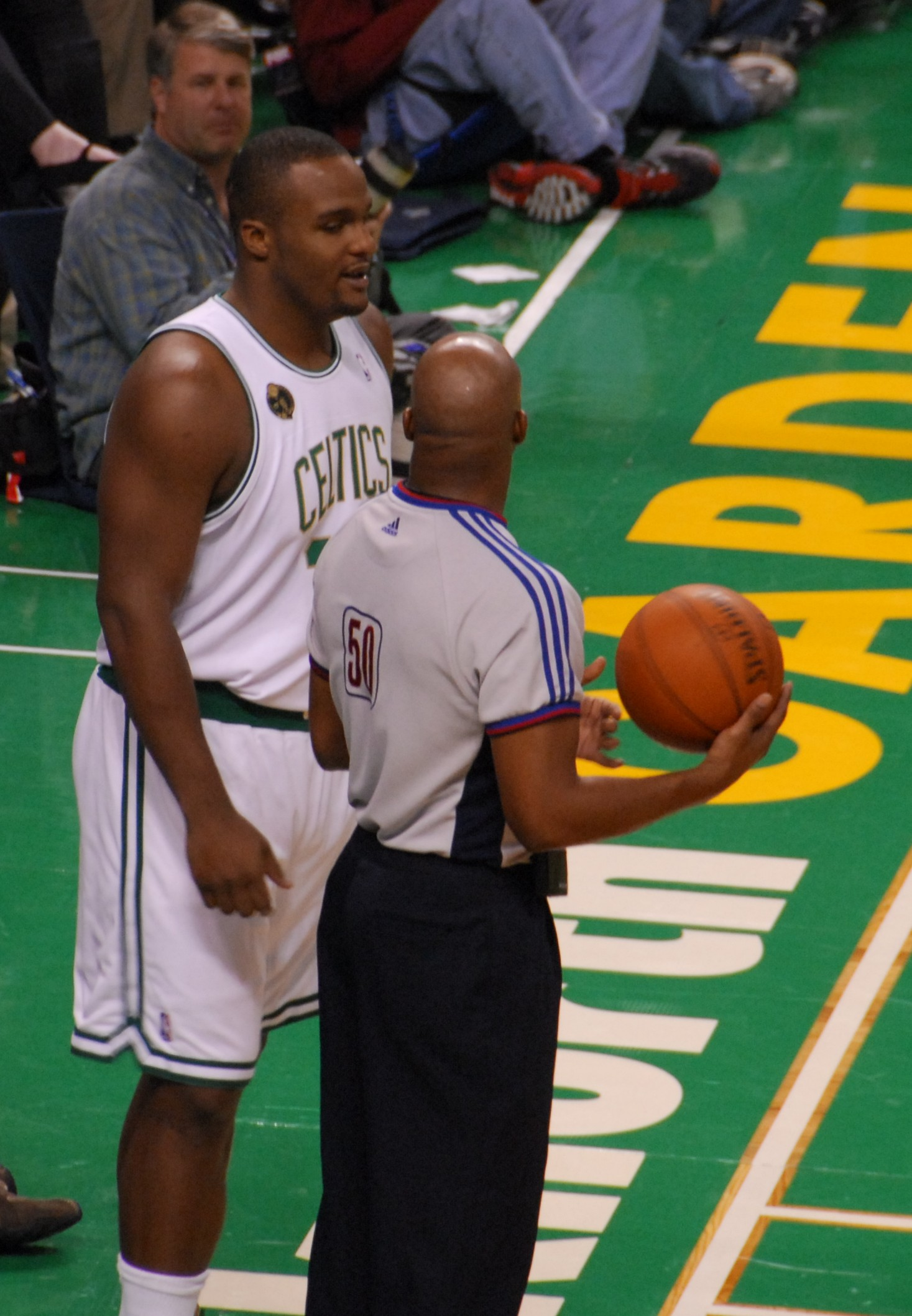
Davis con los Celtics en 2008.

Fue elegido en el puesto 35 del Draft de la NBA de 2007 por Seattle Supersonics, pero sus derechos fueron traspasados a Boston Celtics junto con Ray Allen a cambio de Delonte West, Wally Szczerbiak y los derechos de la quinta elección del Draft de 2007, Jeff Green.
En Boston firma buenos años, aportando bastante siendo el suplente de Kevin Garnett, dónde incluso gana un anillo y es finalista de la NBA, ambas ocasiones contra Los Angeles Lakers. 
Tras cuatro temporadas en Boston, en la 2010-11, justo después de acabar el lockout, es traspasado a los Orlando Magic junto a Von Wafer a cambio de Brandon Bass. 
Después de tres años en Orlando, el 21 de febrero de 2014, Davis y los Magic llegaron a un acuerdo para rescindir su contrato.
Tres días más tarde, el 24 de febrero, firma con Los Angeles Clippers y utilizará el dorsal número '0'. En septiembre de 2015 se lesiona y es cortado por los Clippers.
NBLC
Después de varios años sin jugar, el 5 de diciembre de 2018, Davis firma con St. John's Edge de la Liga Nacional de Baloncesto de Canadá.

## Estadísticas de su carrera en la NBA

### Temporada regular
| Año     | Equipo        | PJ  | PT  | MPP  | %TC  | %3P  | %TL  | RPP | APP | ROB | TPP | PPP  |
| ------- | ------------- | --- | --- | ---- | ---- | ---- | ---- | --- | --- | --- | --- | ---- |
| 2007-08 | Boston        | 69  | 1   | 13.6 | .484 | —    | .660 | 3.0 | .4  | .4  | .3  | 4.5  |
| 2008-09 | Boston        | 76  | 16  | 21.5 | .442 | .400 | .730 | 4.0 | .9  | .7  | .3  | 7.0  |
| 2009-10 | Boston        | 54  | 1   | 17.3 | .437 | .000 | .696 | 3.8 | .6  | .4  | .3  | 6.3  |
| 2010-11 | Boston        | 78  | 13  | 29.5 | .448 | .133 | .736 | 5.4 | 1.2 | 1.0 | .4  | 11.7 |
| 2011-12 | Orlando       | 61  | 13  | 23.4 | .421 | .143 | .683 | 5.4 | .8  | .7  | .3  | 9.3  |
| 2012-13 | Orlando       | 34  | 33  | 31.3 | .448 | .000 | .718 | 7.2 | 2.1 | .9  | .6  | 15.1 |
| 2013-14 | Orlando       | 45  | 43  | 30.1 | .453 | .400 | .675 | 6.3 | 1.6 | 1.0 | .5  | 12.1 |
| 2013-14 | L.A. Clippers | 23  | 1   | 13.4 | .481 | .000 | .783 | 3.0 | .3  | .5  | .3  | 4.2  |
| 2014-15 | L.A. Clippers | 74  | 0   | 12.2 | .459 | .000 | .632 | 2.3 | .5  | .6  | .3  | 4.0  |
| Total   | Total         | 514 | 121 | 21.1 | .447 | .182 | .700 | 4.4 | .9  | .7  | .3  | 8.0  |

### Playoffs
| Año   | Equipo        | PJ | PT | MPP  | %TC  | %3P  | %TL  | RPP | APP | ROB | TPP | PPP  |
| ----- | ------------- | -- | -- | ---- | ---- | ---- | ---- | --- | --- | --- | --- | ---- |
| 2008  | Boston        | 17 | 0  | 8.1  | .412 | .000 | .611 | 1.5 | .4  | .3  | .2  | 2.3  |
| 2009  | Boston        | 14 | 14 | 36.4 | .491 | —    | .710 | 5.6 | 1.8 | 1.3 | .6  | 15.8 |
| 2010  | Boston        | 24 | 1  | 20.1 | .476 | .000 | .722 | 4.5 | .4  | .8  | .4  | 7.3  |
| 2011  | Boston        | 9  | 0  | 21.2 | .391 | .000 | .727 | 3.6 | .9  | .3  | .0  | 4.9  |
| 2012  | Orlando       | 5  | 5  | 38.0 | .438 | —    | .773 | 9.2 | .8  | .6  | 1.2 | 19.0 |
| 2014  | L.A. Clippers | 13 | 0  | 12.2 | .610 | —    | .000 | 2.8 | .7  | .2  | .2  | 3.8  |
| 2015  | L.A. Clippers | 14 | 0  | 10.3 | .447 | .000 | .778 | 1.9 | .2  | .4  | .4  | 2.9  |
| Total | Total         | 96 | 20 | 18.9 | .472 | .000 | .716 | 3.7 | .7  | .6  | .4  | 6.9  |

## Vida personal
En octubre de 2021, el fiscal del distrito sur de Nueva York, Audrey Strauss, imputó a Glen, junto a otros diecisiete exjugadores de la NBA, dentro de una trama de fraude del plan de la NBA de seguro médico y prestaciones para veteranos, que rondaría los $4 millones. Según la acusación, los exbaloncestistas se confabularon para defraudar el plan mediante la presentación de recibos falsos y fraudulentos, con el fin de recibir reembolsos por atención médica y dental, que nunca recibieron. El 15 de noviembre de 2023 fue declarado culpable, y en mayo de 2024, se conoció la sentencia de 40 meses de prisión.